# Férfi gyűrűgyakorlat az 1896. évi nyári olimpiai játékokon
Az 1896. évi nyári olimpiai játékokon rendeztek gyűrűgyakorlatokat a torna versenyszámain belül. Az első három sportoló kapott érmet, de utána már nem tudni pontosan ki hogyan szerepelt. Azt tudni, hogy Carl Schuhmann lett az 5.

## Eredmény
| H     | Név                 | Nemzet             |
| ----- | ------------------- | ------------------ |
| Arany | Joánisz Mitrópulosz | Görögország (GRE)  |
| Ezüst | Hermann Weingärtner | Németország (GER)  |
| Bronz | Pétrosz Perszákisz  | Görögország (GRE)  |
| 5     | Carl Schuhmann      | Németország (GER)  |
|       | Conrad Böcker       | Németország (GER)  |
|       | Alfred Flatow       | Németország (GER)  |
|       | Gustav Flatow       | Németország (GER)  |
|       | Wein Dezső          | Magyarország (HUN) |